# Gary D. Roach
Gary D. Roach (New York, 3 febbraio 1964) è un montatore statunitense.

## Biografia
Gary D. Roach ha iniziato la sua carriera nel 1996 come assistente montatore con il film Potere assoluto di Clint Eastwood. Dal 2006 con il film Lettere da Iwo Jima sempre di Eastwood, inizia a lavorare ufficialmente come montatore. Lavora con Eastwood alla montatura per un totale di 14 film. Collabora anche con il regista Pitof nel film Catwoman. Inoltre aiuta Alison Eastwood (figlia dell'attore e regista Clint) al montaggio di Rails & Ties - Rotaie e legami.

## Filmografia

### Montaggio
- Potere assoluto (Absolute Power), regia  di Clint Eastwood (1997)
- Mezzanotte nel giardino del bene e del male (Midnight in the Garden of Good and Evil), regia di Clint Eastwood (1997)
- Fino a prova contraria (True Crime), regia di Clint Eastwood (1999)
- Space Cowboys, regia di Clint Eastwood (2000)
- Debito di sangue (Blood Work), regia di Clint Eastwood (2002)
- Mystic River, regia di Clint Eastwood (2003)
- The Blues - serie TV (2003)
- Catwoman, regia di Pitof (2004)
- Million Dollar Baby, regia di Clint Eastwood (2004)
- Flags of Our Fathers, regia di Clint Eastwood (2006)
- Lettere da Iwo Jima (Letters from Iwo Jima), regia di Clint Eastwood (2006)
- Rails & Ties - Rotaie e legami (Rails & Ties), regia di Alison Eastwood (2007)
- Changeling, regia di Clint Eastwood (2008)
- Gran Torino, regia di Clint Eastwood (2008)
- Invictus - L'invincibile (Invictus), regia di Clint Eastwood (2009)
- Hereafter, regia di Clint Eastwood (2010)
- J. Edgar, regia di Clint Eastwood (2011)
- Prisoners, regia di Denis Villeneuve (2013)
- American Sniper, regia di Clint Eastwood (2014)
- In Dubious Battle - Il coraggio degli ultimi (In Dubious Battle), regia di James Franco (2016)
- I segreti di Wind River (Wind River), regia di Taylor Sheridan (2017)
- Arthur the King - Insieme a ogni costo (Arthur the King), regia di Simon Cellan Jones (2024)